# Brian J. White
Brian Joseph White (Boston, 21 aprile 1975) è un attore statunitense.

## Carriera
Ex giocatore di football americano e lacrosse e fondatore della scuola di danza Phunk Phenomenon Urban Dance Theater, Brian J. White inizia a lavorare come attore, comparendo in alcune serie televisive come Moesha, The Parkers, MTV's Spyder Games e soprattutto in The Shield nel ruolo del detective Tavon Garris. In seguito a queste esperienze avrà la possibilità di lavorare in alcune produzioni cinematografiche come La neve nel cuore, Brick - Dose mortale e Stepping - Dalla strada al palcoscenico. Fra i suoi ruoli più recenti si possono citare In the Name of the King, Cambio di gioco, Fighting e 12 Round.

## Filmografia parziale

### Cinema
- Spyder Games (2001)
- Mr. 3000, regia di Charles Stone III (2004)
- La neve nel cuore (The Family Stone), regia di Thomas Bezucha (2005)
- Brick - Dose mortale (Brick), regia di Rian Johnson (2005)
- DOA: Dead or Alive, regia di Corey Yuen (2006)
- Cambio di gioco (The Game Plan), regia di Andy Fickman (2007)
- Stepping - Dalla strada al palcoscenico (Stomp the Yard), regia di Sylvain White (2007)
- In the Name of the King, regia di Uwe Boll (2008)
- Fighting, regia di Dito Montiel (2009)
- 12 Round (12 Rounds), regia di Renny Harlin (2009)
- Quella casa nel bosco (The Cabin in the Woods), regia di Drew Goddard (2012)
- Amateur, regia di Ryan Koo (2018)

### Televisione
- Moesha – serie TV, 3 episodi (2000)
- Strepitose Parkers (The Parkers) – serie TV, un episodio (2001)
- The Shield – serie TV (2003-2008)
- CSI: Miami – serie TV, episodio 10x13 (2012)
- Beauty and the Beast – serie TV (2012-2016)
- Chicago Fire – serie TV (2015)
- The Rookie– serie TV, episodio 6x05 (2024)

## Doppiatori italiani
Nelle versioni in italiano delle opere in cui ha recitato, Brian J. White è stato doppiato da:
- Alessandro Quarta in Ghost Whisperer - Presenze, Fighting
- Fabrizio Vidale in Cambio di gioco, Burn Notice - Duro a morire
- Francesco Bulckaen in The Shield
- Fabio Boccanera in Mr. 3000
- Nanni Baldini ne La neve nel cuore
- Paolo Vivio in Brick - Dose mortale
- Riccardo Niseem Onorato in DOA: Dead or Alive
- Riccardo Rossi in Stepping - Dalla strada al palcoscenico
- Gianfranco Miranda in In the Name of the King
- Alessandro Rigotti in CSI: Miami (ep. 7x12)
- Alessandro Germano in CSI: Miami (ep. 10x13)
- Claudio Moneta in 12 Round
- Carlo Scipioni in Suits
- Massimo Bitossi in Major Crimes
- Dario Oppido in Scandal
- Andrea Lavagnino in Quella casa nel bosco
- Riccardo Scarafoni in Beauty and the Beast
- Marco Vivio in Hostages
- Dodo Versino in Ray Donovan
- Andrea Mete in Criminal Minds: Evolution
- Luca Sbaragli in The Rookie